# 雷電湯澤
雷電湯澤（らいでんゆざわ、1964年11月21日 - ）は、日本のドラマー。岡山県岡山市出身。早稲田大学中退。
身長173cm。
1999年に解散した聖飢魔IIの構成員であり、当時はライデン湯沢（Raiden Yuzawa/稀にRydeen Yuzawa）と、同音異字を名乗っていた。聖飢魔II在籍時の公式設定によると「B.D.100034年（紀元前98036年）11月21日、地獄の鬼ヶ島 Hill Mountain発生の四代目ドラマー。ドラマーだが、聖飢魔II時代の自作曲作品「緑色の雨」ではキーボードも操った。
以降、混乱を避けるために雷電は人間であるとしての説明とする。

## 経歴
1985年、デビュー直前だった聖飢魔IIの三代目ドラマージャギ古川の脱退によるドラマーの欠員に伴い、聖飢魔IIに加入。ゼノン石川（現：石川俊介）とのリズムコンビネーションは抜群でモンスターリズムセクションと称され、ミサでは曲の合間にゼノンとソロアンサンブル「モンスター・リズム・バトル」を披露することもあった。1999年に解散するまでの14年間、ゾッド星島やゼノンと共に聖飢魔IIのリズムを支えた。1992年に発売された動画教典（アニメ）『HUMANE SOCIETY 〜人類愛に満ちた社会〜』ではライデン役で声優出演もしている。
1991年、聖飢魔IIと並行してゼノン石川と怪人松崎様と共にフュージョンバンド「RX」を結成。その後活動休止するも、1999年の聖飢魔II解散を機に活動を再開、雷電湯澤と改名した。RXの再停止後は聖飢魔II時代の盟友であるルーク篁らと「CANTA」を結成、様々なセッションなどと同時に活動中である。

## 人物
ヘヴィメタルには少ないシングルバスセッティングのドラミングスタイルであり、バスドラムを高速で連打する際に踵と爪先を交互に駆使して叩く、フロアタムを混ぜ込んでツーバスのように聞かせるなどの技術を持ち併せている。影響を受けたドラマーとして、レッド・ツェッペリンのジョン・ボーナムを挙げている。聖飢魔II時代にはジョン・ボーナムの奏法を解説した教則ビデオ『ドラマー・パーフェクト・ガイド ジョン・ボーナム』を出していた。
几帳面な性格で、自宅の部屋は整理整頓が行き届いているという。また大食漢であり、満腹しないと眠れない。好きな食べ物はカツ丼、ナポリタン、カレーライス、モスバーガー。食事が足りない時などは「足りなひ」と発言するのが定番であり、聖飢魔II信者の間にも浸透している。ミサ（コンサート）当日が発生日だった時にはステージ上でカツ丼、ナポリタン、カレーライスを食べ祝った。ゲーム専門誌にコラムを持つ程の無類のゲーム好きで、麻雀やファミコンなどはダミアン浜田現大魔王陛下の実父、サタン44世前大魔王陛下公認のライセンスを持っているとされる。麻雀は大学時代からの趣味であり、「蝋人形の館」の活動教典（PV）でも麻雀をする場面がある。
「THE ULTIMATE BLACK MASS」の二日目「THE SATAN ALL STARS' DAY」では、「まだ一度も聖飢魔IIのミサを客席から見たことがない」との理由から、「ファラオのように」演奏の際にジャギ古川CAPとドラム演奏を代わり、最前列で一人体育座りになって演奏を眺めた。容貌は若い頃の志村けんによく似ており、度々そのことをネタにされている。聖飢魔II時代には「映画村で殿様の格好をして歩いていたらすれ違った通行人から志村けんと間違われた」という話をあるツアーのMCで披露したことがある。別のミサツアーではMCで志村けんのモノマネをしたこともあった。
デビュー当時、雑誌の記事で「テイデン湯沢」という誤植をされたことがある（「宝島」の連載「VOW」に投稿され、単行本にも収録された）が、特に抗議などもしていない。
デーモン一族を中心とする魔族をメインに構成された聖飢魔IIの中で、唯一「雷神の倅（つまり神の一族）」という悪魔とは違う種族（神族）の者という事になっており、「雷神は天地共通の凶皇であることから、神々以上に大魔王とも特に親交が深く、魔政復古の大号令に協力しているという関係にある」という内容をライデン加入の背景もしくは根拠としている。こうしたことから、バスドラムのヘッドや期間限定再集結時の戦闘服のベルトの飾りには雷神を象徴する「三つ巴」が描かれていた。
聖飢魔II加入後しばらくは、銀色の顔に赤いモヒカンヘアーだったが、1987年には真っ白な顔にボサボサヘアー（脳髄が剥き出しという設定）に変化していた。聖飢魔IIとしての設定では「これは雷神族特有の変身能力で、このことから現在悪魔、人間、カラスへの変身が確認され、デーモン一族以上に多彩な変身が雷神族及びその子孫たるライデン湯沢には可能」とされている。
聖飢魔II解散後の設定としては、容姿は人間であるものの、人間として活動していると明言したことはなく、ときおり「僕は悪魔だから」などと発言していたり、RX再始動当時に石川俊介（旧：ゼノン石川）が「ゼノンは地獄に帰ったので、僕は人間の石川です」と発言したのに対して雷電は「僕の場合はちょっと違いまして、ライデン湯沢が世を忍ぶ仮の姿で活動してるだけです」と述べ、人間の姿もこれら変身体のレパートリーのひとつとしている。これによれば、元聖飢魔II構成員で現在もなお聖飢魔II時代のキャラクター設定をそのままに活動しているのはデーモン閣下と雷電の二名ということになる。
最終構成員では唯一公式ホームページやSNSを開設していない。

## ディスコグラフィ

### 聖飢魔II
詳細は聖飢魔IIの教典一覧を参照
- 聖飢魔II〜悪魔が来たりてヘヴィメタる（1985年）
- THE END OF THE CENTURY（1986年）
- 地獄より愛をこめて（1986年）
- BIG TIME CHANGES（1987年）
- THE OUTER MISSION（1988年）
- 有害（1990年）
- 恐怖のレストラン（1992年）
- PONK!!（1994年）
- メフィストフェレスの肖像（1996年）
- NEWS（1997年）
- MOVE（1998年）
- LIVING LEGEND（1999）
- BLOODIEST（2022年）

### RX
詳細はRXのディスコグラフィを参照
- CHEMICAL REACTION（1991年）
- Rare 'Xtra（1994年）
- Zeitmesser（2000年）
- Elements（2001年）
- KISS OF LIFE（2002年）
- Heliosphere（2013年）

### CANTA
- EVERYTHING'S GONNA BE ALRIGHT（2002年）
- fraction（2003年）
- NON-HOMOGENIZED（2005年）
- 百歌颯鳴（2006年）
- 流星と春の嵐（2007年）
- Green Horn（2009年）
- MIRACLE（2011年）
- セヴン（2012年）
- My Generator（2013年）
- LOVE FIXXXER（2016年）
- Did I make it? （2019年）

### ライデン湯沢/雷電湯澤
- D-PROJECT『TEMPEST』（1990年）
- 小暮伝衛門『好色萬聲男』（1990年）
- ルーク篁『篁』（1991年）
- Be-B『Be-BII』（1995年）
- デーモン小暮『DEMON AS BAD MAN』（1995年）
- 『Candy Rider』（1996年）
- 佐竹雅昭 with 林原めぐみ『覇王咆哮』（1996年）
- ダミアン浜田『照魔鏡』（1996年）
- Ladies Room『RHYTHM CRUSH2』（1996年）
- 『フォーチュン・クエスト外伝〜パステルの旅立ち』（1996年）
- 立木文彦『爆炎CAMPUSガードレス』（1996年）
  - 「美しき戦慄 アイム・ビューティフル・チャンピオン」演奏
- 山田まりや『Chou a la creme』（1997年）
- 『祭囃子〜ゲームトリビュート』（1998年）
- ライデン湯沢『ドラマー・パーフェクト・ガイド ジョン・ボーナム』（1998年）
- デーモン小暮『SYMPHONIA』（2002年）
- デーモン小暮『WHEN THE FUTURE LOVES THE PAST 〜未来が過去を愛するとき〜』（2003年）
- 田川伸治『GLOBAL GROOVE』（2004年）
- 大橋隆志『ROCK 'N' ROLL』（2005年）